# Моначинівка (станція)
Моначи́нівка — проміжна вантажно-пасажирська залізнична станція 5 класу Куп'янської дирекції залізничних перевезень Південної залізниці.
Розташована на одноколійній неелектрифікованій лінії Оливине — Огірцеве між станціями Куп'янськ-Південний (17 км) та Гусинка (10 км) у селі Моначинівка Куп'янського району Харківської області. 

## Пасажирське сполучення
На станції зупиняються пасажирські та приміські поїзди.